# It Girl (Lied)
It Girl ist ein Lied der deutschen Rapperin Shirin David aus dem Jahr 2024. Es entstand in Zusammenarbeit mit dem deutschen Rapper Sampagne.

## Entstehung und Veröffentlichung
Das Lied wurde von den beiden Interpreten Barbara Davidavicius (Shirin David) und Samuel Wernik (Sampagne) zusammen mit den Koautoren Lars Hammerstein (Laas Unltd.), Bojan Ivetic (Bozza), Julian Otto (Bausa) und dem Produzentenduo The Cratez (bestehend aus David Kraft und Tim Wilke), geschrieben. The Cratez zeichnete auch für die Produktion verantwortlich.
Die Erstveröffentlichung von It Girl erfolgte als zweite Singleauskopplung aus ihrem dritten Studioalbum Schlau aber blond am 24. Oktober 2024 bei Juicy Money Records. Diese erschien als digitaler Einzeltrack zum Download und Streaming. Unter der Regie von Lauren Dunn wurde am selben Tag ein Musikvideo veröffentlicht.

## Inhalt
De Titel handelt von einer fiktiven berühmten Persönlichkeit, die im Refrain mehrmals als „Rich Girl, It-Girl“ besungen wird. Das lyrische Ich beschreibt sich in den Strophen selbst als „schlau, aber blond“ und „jung, brutal, gutaussehend. Ich bin eine 12/10“. Damit werden bestimmte Stereotype, zu denen sich David sich selbst zählt, auf ironische Art dargestellt. Außerdem gibt es im Lied Anspielungen auf den Fergie-Song Glamorous, auf Davids zuvor veröffentlichten Nummer-eins-Hit Bauch Beine Po sowie auf den Kesha-Song Tik Tok.

## Kommerzieller Erfolg
It Girl avancierte je mit Rang zwei zum Top-10-Erfolg in Deutschland und Österreich. In beiden Ländern musste es sich lediglich The Emptiness Machine von Linkin Park geschlagen geben. In Deutschland belegte It Girl für zwei Wochen die Chartspitze der deutschsprachigen Singlecharts. Darüber hinaus erreichte es Rang 16 in der Schweiz.
| ChartsChartplatzierungen | Höchstplatzierung | Wochen |
| ------------------------ | ----------------- | ------ |
| Deutschland (GfK)        | 2 (13 Wo.)        | 13     |
| Österreich (Ö3)          | 2 (7 Wo.)         | 7      |
| Schweiz (IFPI)           | 16 (2 Wo.)        | 2      |

Auf der Streaming-Plattform Spotify erreichte das Lied bisher mehr als 28,8 Millionen Aufrufe (Stand: August 2025).

## Plagiatsvorwürfe und Interpolation
Das Stück sieht sich Vorwürfen ausgesetzt, ein Plagiat des Songs California Gurls von Katy Perry zu sein. Kritiker bemängeln insbesondere starke Ähnlichkeiten im Beat, in der Akkordfolge, Melodie, Takt, Tonart und Bassline der beiden Stücke. Der deutsche Kabarettist und Musikwissenschaftler Markus Henrik (alias Dr. Pop) hat in einem Video auf YouTube und TikTok die beiden Songs miteinander verglichen und argumentiert, dass es sich nicht nur um Ähnlichkeiten, sondern um eine nahezu direkte Kopie handeln könnte.
Henrik erklärte, dass beide Songs in der gleichen Tonart (F-Dur) stehen und sowohl die Akkorde als auch der Basslauf identisch seien. Er führte außerdem eine Analyse in einer Digital Audio Workstation (DAW) durch und zeigte, dass die Wellenformen der Tracks nahezu übereinstimmen. In diesem Zusammenhang bezeichnete er den Song als Kopie. Henrik erwähnte außerdem, dass die Credits von It Girl Shirin David, Sampagne, Tim Wilke, David Kraft, Bozza, Laas und Bausa aufführen, während die ursprünglichen Produzenten von California Gurls – Dr. Luke, Benny Blanco und Max Martin – keine Erwähnung finden.
Zu den Vorwürfen haben sich weder David noch Sampagne geäußert. Eine solche Form der Nachahmung wird in der Musikindustrie oft als Interpolation bezeichnet. Ob die Nutzung der Elemente von California Gurls rechtlich mit den Rechteinhabern abgesprochen wurde, ist nicht bekannt. Es handelt sich hierbei lediglich um eine Vermutung und keine abschließende Feststellung.